# Dicranota ontakensis
Dicranota ontakensis är en tvåvingeart som beskrevs av Alexander 1947. Dicranota ontakensis ingår i släktet Dicranota och familjen hårögonharkrankar. Inga underarter finns listade i Catalogue of Life.